# Henri Froment-Meurice
Henri Froment-Meurice (Paris, 5 de junho de 1923 – 2 de julho de 2018) foi um diplomata francês e autor de vários livros.

## Carreira
Ele serviu como Embaixador francês para a União Soviética de 1979 a 1982. Foi depois embaixador na República Federal da Alemanha.
Morreu em 2 de julho de 2018, aos 95 anos.